# Linux Mint
Linux Mint este o distribuție Linux pentru calculatoare personale bazată pe Ubuntu și compatibilă cu Debian. Deși nucleul Linux Mint este în mare parte bazat pe Ubuntu, designul spațiului de lucru și al interfeței cu utilizatorul sunt considerabil diferite. Aceste diferențe includ o temă distinctă, un meniu propriu Linux Mint, programe proiectate special pentru Linux Mint, mintTools, o colecție de programe de sistem proiectate pentru a face administrarea sistemului mai ușoară pentru utilizatorii finali.
Linux Mint a prezentat prima sa versiune, numită Ada, în 2006. Ultima versiune este versiunea 21.3, numită Virginia.
Există trei ediții: Cinnamon, MATE și Xfce. Fiecare conține mediul desktop după care este denumită.

## Ramuri
Ca și multe alte distribuții de Linux, Linux Mint este disponibilă la diferite versiuni de test sau „ramuri”. Ramura cu cele mai multe funcții, sau ramura „instabilă” a Linux Mint, se numește Romeo. Nu este activată implicit în edițiile Linux Mint. Utilizatorii care doresc ultimele funcții și care doresc să ajute în testarea noilor aplicații pot adăuga Romeo în lista surselor apt.
Programele noi sunt prima oară introduse în Romeo, unde sunt testate de către dezvoltatori și membri ai comunității ce folosesc Romeo. După ce un program este confirmat ca fiind destul de stabil, este introdus în ultima versiune stabilă.

## Programe speciale
Linux Mint vine cu propriul set de unelte și aplicații proiectate pentru a face experiența mai ușoară pentru utilizator.
- Cinnamon: Este un mediu desktop bazat pe GNOME Shell și GTK. Lansat prima dată cu versiunea 13 Maya, bazat pe inovațiile realizate în Mint Gnome Shell Extensions (MGSE) care permit folosirea unei interfețe grafice tradiționale peste GNOME Shell. Lansat ca și add-on pentru Linux Mint 12 și disponibil ca un desktop manager implicit pentru Linux Mint 13 și viitoarele versiuni. Cinnamon a devenit independent de GNOME (un „hard fork”) odată cu versiunea 2.0.
- mintinstall (Software Manager): Un program similar unui magazin de aplicații pentru a descărca programe din cataloage de pe Internet folosind APT sau Flatpak.
- mintupdate: Program de actualizare proiectat special pentru Linux Mint. Actualizările pot fi setate pentru a notifica utlizatorul (cum este și normal) sau pentru a fi listate dar fără notificare. În plus, pe lângă includerea actualizărilor specifice pentru distribuția Mint, echipa de dezvoltatori testează toate actualizările pachetelor. Acest sistem este proiectat pentru a preveni utilizatorii neexperimentați să instaleze actualizări care nu sunt necesare sau care presupun un anume nivel de cunoștințe pentru a fi configurate cum trebuie. Dacă este instalat un program din sursele APT sau Flatpak, acel program poate primi actualizări prin mintupdate.
- mintdesktop: Program de configurare a desktop-ului pentru setare ușoară a mediului MATE. Nu este inclus în edițile Cinnamon și Xfce.
- cinnamon-control-center: Majoritatea modulelor de configurare din Cinnamon.
- mintwelcome: Un program ce apare după prima autentificare. Arată cum se poate obține ajutor, pune la dispoziție configurări de bază pentru desktop și arată unele programe.
- mintupload: Un client FTP care încarcă fișierele pe un server prin selectarea din meniul click-dreapta al unui fișier opțiunea Upload. Utilizatorului i se va oferi o adresă care o va putea da altor persoane pentru partajare ușoară și rapidă.
- mintmenu: Un meniu pentru MATE programat în Python ce permite text, culori și icoane configurabile. Folosește aceleași legături rapide către software ca și meniul principal GNOME.
- mintdrivers: Program pentru gestionarea drivelor proprietare (în special drivere nVidia)
- Hypnotix: Player IPTV.
- Pix: Vizualizator și organizator de poze.
- Xviewer: Vizualizator de poze, bazat pe Eye Of Gnome dar cu o interfață tradițională.
- mintstick: Formator și scriitor de stickuri USB.
- Xed: Editor de text, bazat pe gedit dar cu o interfață tradițională. Oferă evidențierea codului, teme de culoare și documente multiple.
- Xreader: Vizualizator de documente, bazat pe Evince dar cu o interfață tradițională. Oferă un mod de două pagini odată și un mod manga (de la dreapta la stânga).
- thingy: Navigator de documente care salvează progresul de lectură.
- webapp-manager: Oferă posibilitatea de a transforma orice site web într-o aplicație.
- Warpinator: Transfer de fișiere prin rețea.
- bulky: Program de redenumire în masă.

Programele din depozitele Mint pot fi instalate și în Debian sau Ubuntu, prin APT.

## Ediții
- Ediția Cinnamon: Ediția principală a Linux Mint oferă un mediu Cinnamon creat special de și pentru Linux Mint. Este cea mai populară ediție.
- Ediția Edge ISO: O copie a ediției Cinnamon, dar cu suport pentru hardware mai nou. Lansată ocazional.
- Ediția MATE: Madiul Cinnamon este înlocuit cu MATE, un mediu bazat pe GNOME 2.
- Ediția Xfce: Cea mai mică și rapidă. Mediul Cinnamon este înlocuit cu Xfce. Nu are la fel de multe opțiuni, dar consumă mai puține resurse, fiind potrivită în special pentru calculatoare mai vechi.
- Ediția Debian (LMDE): Linux Mint bazat pe Debian în loc de Ubuntu. Doar Cinnamon este disponibil.

## Depozite
Depozitul Linux Mint poate fi adăugat la /etc/apt/sources.list:
```
deb 
https://packages.linuxmint.com
 main|upstream|import|backport|romeo <NUME DE COD EDIȚIE>
```

## Ediții
Inițial, Linux Mint nu avea un ciclu previzibil al lansărilor. Proiectul și-a definit obiectivele pentru următoarea ediție, și după ce toate obiectivele au fost atinse o versiune beta este lansată și o dată de lansare este lansată pentru versiunea stabilă. În 2008 s-a hotărât însă ca Linux Mint să se sincronizeze cu perioada de 6 luni dintre lansări a Ubuntu.

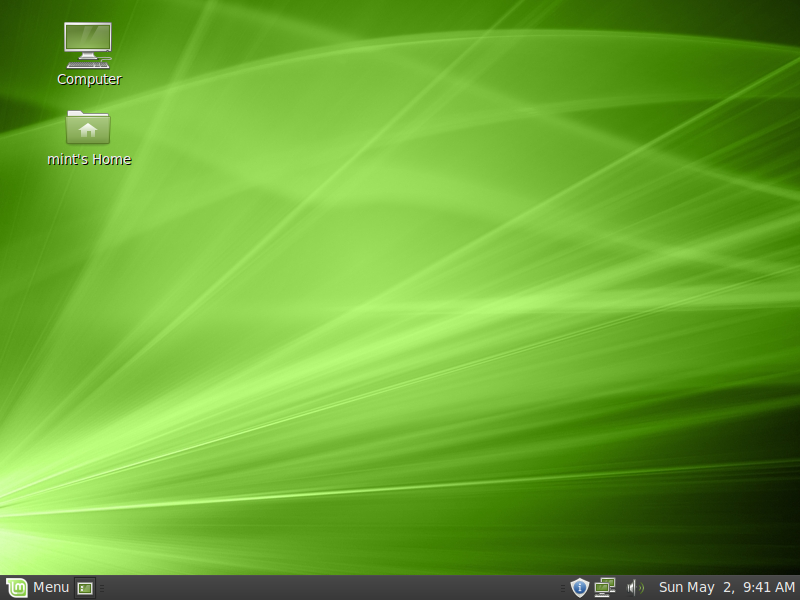
Linux Mint 9 Isadora, lansată pe 18 mai 2010

| Legendă  | Culori                                    |
| -------- | ----------------------------------------- |
| Roșu     | Versiune veche aflată la sfârșitul vieții |
| Galben   | Versiune mai veche, încă suportată        |
| Verde    | Versiunea actuală                         |
| Mov      | Versiune de test                          |
| Albastru | Versiune viitoare                         |

| Versiune | Nume de cod | Ediții disponibile                                                               | Baza              | Data lansării      | Sfârșitul vieții                     |
| -------- | ----------- | -------------------------------------------------------------------------------- | ----------------- | ------------------ | ------------------------------------ |
| 1.0 beta | Ada         | KDE                                                                              | Kubuntu Dapper    | 27 august 2006     | Nu se știe                           |
| 2.0      | Barbara     | Gnome                                                                            | Ubuntu Edgy       | 13 noiembrie 2006  | Aprilie 2008                         |
| 2.1      | Bea         | Gnome                                                                            | Ubuntu Edgy       | 20 decembrie 2006  | Aprilie 2008                         |
| 2.2      | Bianca      | Gnome, Gnome (Light), KDE                                                        | Ubuntu Edgy       | 20 februarie 2007  | Aprilie 2008                         |
| 3.0      | Cassandra   | Gnome, Gnome (Light), KDE, MiniKDE, Xfce                                         | Ubuntu Feisty     | 30 mai 2007        | Octombrie 2008                       |
| 3.1      | Celena      | Gnome, Gnome (Light)                                                             | Ubuntu Feisty     | 24 septembrie 2007 | Octombrie 2008                       |
| 4.0      | Daryna      | Gnome, Gnome (Light), KDE                                                        | Ubuntu Gutsy      | 15 octombrie 2007  | Aprilie 2009                         |
| 5        | Elyssa      | Gnome, Gnome (Light), Gnome (x64), KDE, Xfce, Fluxbox                            | Ubuntu Hardy      | 8 iunie 2008       | Aprilie 2011 (suport pe termen lung) |
| 6        | Felicia     | Gnome, Gnome (Universal/Light), Gnome (x64), KDE, Xfce, Fluxbox                  | Ubuntu Intrepid   | 15 decembrie 2008  | Aprilie 2010                         |
| 7        | Gloria      | Gnome, Gnome (Universal/Light), Gnome (x64), KDE, Xfce                           | Ubuntu Jaunty     | 26 mai 2009        | Octombrie 2010                       |
| 8        | Helena      | Gnome, Gnome (Universal/Light), Gnome (x64), KDE, KDE (x64), Xfce, Fluxbox, LXDE | Ubuntu Karmic     | 28 noiembrie 2009  | Aprilie 2011                         |
| 9        | Isadora     | Gnome, Gnome (Universal/Light), Gnome (x64), KDE, KDE (x64), Xfce, Fluxbox, LXDE | Ubuntu Lucid      | 18 mai 2010        | Aprilie 2013 (suport pe termen lung) |
| 10       | Julia       | Gnome, Gnome (Universal/Light), Gnome (x64), KDE, KDE (x64), LXDE                | Ubuntu Maverick   | 12 noiembrie 2010  | Aprilie 2012                         |
| 11       | Katya       | Gnome, Gnome (Universal/Light), Gnome (x64), LXDE                                | Ubuntu Natty      | 26 mai 2011        | Octombrie 2012                       |
| 12       | Lisa        | Gnome, KDE, LXDE                                                                 | Ubuntu Oneiric    | 26 noiembrie 2011  | Aprilie 2013                         |
| 13       | Maya        | Cinnamon, MATE, Xfce, KDE                                                        | Ubuntu Precise    | 23 mai 2012        | Aprilie 2017 (suport pe termen lung) |
| 14       | Nadia       | Cinnamon, MATE, Xfce, KDE                                                        | Ubuntu Quantal    | 20 noiembrie 2012  | Mai 2014                             |
| 15       | Olivia      | Cinnamon, MATE, Xfce, KDE                                                        | Ubuntu Raring     | 29 mai 2013        | Ianuarie 2014                        |
| 16       | Petra       | Cinnamon, MATE, Xfce, KDE                                                        | Ubuntu Saucy      | 30 noiembrie 2013  | Iulie 2014                           |
| 17       | Qiana       | Cinnamon, MATE, Xfce, KDE                                                        | Ubuntu Trusty     | 31 mai 2014        | Aprilie 2019                         |
| 17.1     | Rebecca     | Cinnamon, MATE, Xfce, KDE                                                        | Ubuntu Trusty     | 29 noiembrie 2014  | Aprilie 2019                         |
| 17.2     | Rafaela     | Cinnamon, MATE, Xfce, KDE                                                        | Ubuntu Trusty     | 30 iunie 2015      | Aprilie 2019                         |
| 17.3     | Rosa        | Cinnamon, MATE, Xfce, KDE                                                        | Ubuntu Trusty     | 4 decembrie 2015   | Aprilie 2019                         |
| 18       | Sarah       | Cinnamon, MATE, Xfce, KDE                                                        | Ubuntu Xenial     | 30 iunie 2016      | Aprilie 2021                         |
| 18.1     | Serena      | Cinnamon, MATE, Xfce, KDE                                                        | Ubuntu Xenial     | 16 decembrie 2016  | Aprilie 2021                         |
| 18.2     | Sonya       | Cinnamon, MATE, Xfce, KDE                                                        | Ubuntu Xenial     | 2 iulie 2017       | Aprilie 2021                         |
| 18.3     | Sylvia      | Cinnamon, MATE, Xfce, KDE                                                        | Ubuntu Xenial     | 27 noiembrie 2017  | Aprilie 2021                         |
| 19       | Tara        | Cinnamon, MATE, Xfce                                                             | Ubuntu Bionic     | 29 iunie 2018      | Aprilie 2023                         |
| 19.1     | Tessa       | Cinnamon, MATE, Xfce                                                             | Ubuntu Bionic     | 19 decembrie 2018  | Aprilie 2023                         |
| 19.2     | Tina        | Cinnamon, MATE, Xfce                                                             | Ubuntu Bionic     | 2 august 2019      | Aprilie 2023                         |
| 19.3     | Tricia      | Cinnamon, MATE, Xfce                                                             | Ubuntu Bionic     | 18 decembrie 2019  | Aprilie 2023                         |
| 20       | Ulyana      | Cinnamon, MATE, Xfce                                                             | Ubuntu Focal      | 27 iunie 2020      | Aprilie 2025                         |
| 20.1     | Ulyssa      | Cinnamon, MATE, Xfce                                                             | Ubuntu Focal      | 8 ianuarie 2021    | Aprilie 2025                         |
| 20.2     | Uma         | Cinnamon, MATE, Xfce                                                             | Ubuntu Focal      | 8 iulie 2021       | Aprilie 2025                         |
| 20.3     | Una         | Cinnamon, MATE, Xfce                                                             | Ubuntu Focal      | 7 ianuarie 2022    | Aprilie 2025                         |
| 21       | Vanessa     | Ubuntu Jammy                                                                     | 31 iulie 2022     |                    |                                      |
| 21.1     | Vera        | Ubuntu Jammy                                                                     | 20 decembrie 2022 |                    |                                      |
| 21.2     | Victoria    | Ubuntu Jammy                                                                     | 16 iulie 2023     |                    |                                      |

- De la Elyssa, s-a renunțat la numărul minor al versiunii (adică „Linux Mint 5.0” este acum „Linux Mint 5”). Aceasta a fost cauzată de decizia de a fi conform ciclului de 6 luni între lansări a Ubuntu. Nu s-a mai făcut mai mult de o lansare pe ediție a Ubuntu până la Linux Mint 17, cu decizia de a face toate versiunile LTS.

## Cerințe de sistem
Linux Mint 21.1 „Vera” are următoarele cerințe de sistem:
|                          | Minim    | Recomandat |
| ------------------------ | -------- | ---------- |
| Memorie RAM              | 2048 MB  | 4096 MB    |
| Hard Disk (spațiu liber) | 20 GB    | 100 GB     |
| Rezoluție Monitor        | 1024×768 | 1920×1080  |

Este suportată arhitectura AMD64. Pentru arhitectura i386, există ediția Debian.

## Comparația cu Ubuntu

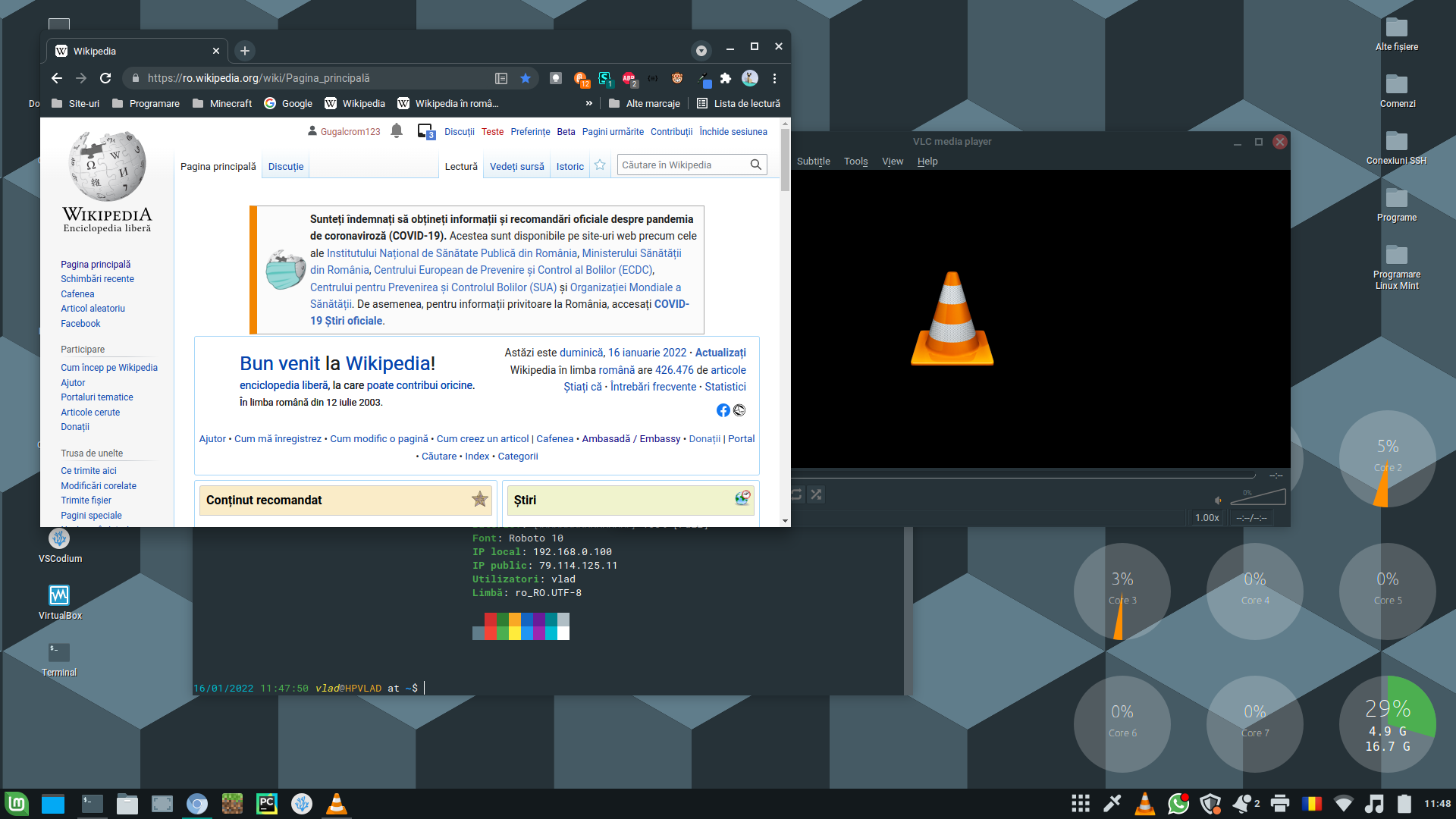
Linux Mint 20.3 cu Cinnamon și configurări personalizate

Linux Mint este bazat pe Ubuntu și ambele distribuții au multe în comun. De exemplu, versiunea 20 Ulyana folosește seria de pachete a Ubuntu 20.04 Focal Fossa. Majoritatea pachetelor sunt la fel pe ambele distribuții, iar cele două sisteme se comportă aproape identic.
Cele mai multe diferențe se află în mediul de lucru. Ubuntu și Linux Mint se concentrează pe ușurința în utilizare, dar Linux Mint oferă utilizatorului o experiență diferită, și include un număr de aplicații neincluse în Ubuntu (vezi Programe speciale, menționat mai sus).
Multe codecuri multimedia populare sunt instalate implicit în Linux Mint. Ubuntu, și multe alte distribuții GNU/Linux nu le distribuie cu instalarea inițială din cauza problemelor legate de brevete. Ubuntu are o comunitate mai mare decât Linux Mint, însă majoritatea ajutorului ce se aplică la Ubuntu este de asemenea aplicabil și Linux Mint.

## A se vedea
- Ubuntu
- Debian GNU/Linux